# Lake Secession
Lake Secession is een plaats (census-designated place) in de Amerikaanse staat South Carolina, en valt bestuurlijk gezien onder Abbeville County.

## Demografie
Bij de volkstelling in 2000 werd het aantal inwoners vastgesteld op 928.

## Geografie
Volgens het United States Census Bureau beslaat de plaats een oppervlakte van
18,4 km², waarvan 14,6 km² land en 3,8 km² water.

## Plaatsen in de nabije omgeving
De onderstaande figuur toont nabijgelegen plaatsen in een straal van 20 km rond Lake Secession.